# Rosie Stephenson-Goodknight
Rosie Gojich Stephenson-Goodknight, conhecida na Wikipédia em inglês como Rosiestep, é uma editora norte-americana da Wikipédia que é conhecida por abordar o viés de gênero na enciclopédia realizando um projeto para aumentar a quantidade e a qualidade das biografias femininas. Rosie contribuiu com milhares de novos artigos e foi nomeada Wikimedista do Ano em 2016 (juntamente com Emily Temple-Wood). Em maio de 2018, recebeu o título de Dama da Ordem do Pacifismo Diplomático de São Sava.

## Biografia

### Juventude e educação
Stephenson-Goodknight é descendente de sérvios. Ela é neta de Paulina Lebl-Albala, uma feminista ativa que foi presidente da Universidade de Mulheres da Iugoslávia. David Albala, seu avô, era um médico e líder sionista, que serviu por um período como presidente da comunidade sefardita de Belgrado. Desde jovem ela demonstrou grande interesse pela cultura mundial, mas foi desencorajada de seguir carreira na antropologia por seu pai; em vez disso, ela concluiu um mestrado em administração de empresas.

### Edições na Wikipédia

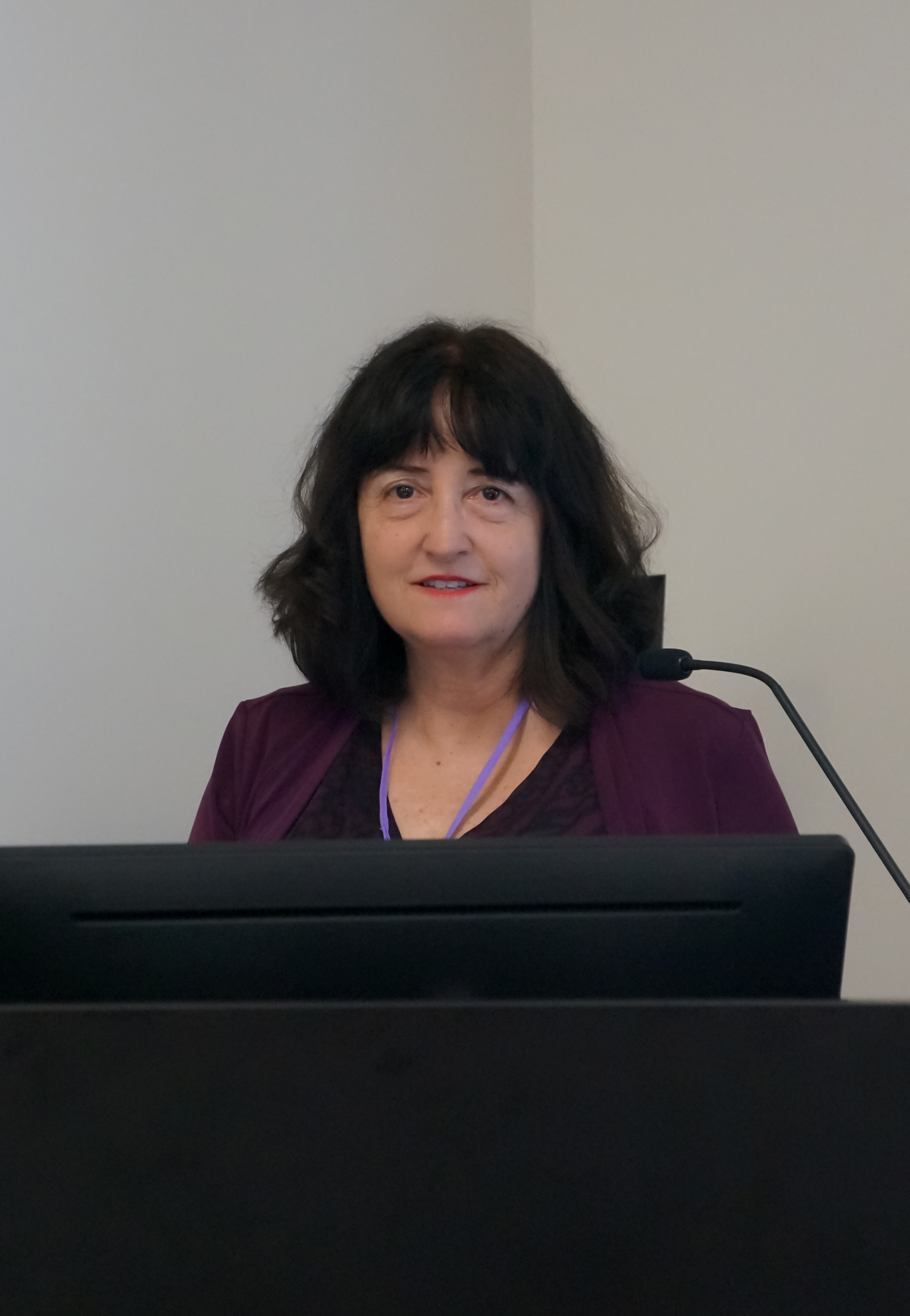
Rosie Stephenson-Goodknight na WikiConference North America 2018

Stephenson-Goodknight começou a editar a Wikipédia em 2007. Seu filho havia editado um artigo sobre uma cidade da Ucrânia onde trabalhava com o Corpo de Paz e disse à mãe que a Wikipédia podia ser editada por qualquer pessoa. Ela iniciou suas edições mais tarde naquele ano, quando procurou por livros publicados pela Book League of America e não os encontrou no site. Ela descobriu que a enciclopédia era um meio adequado para a antropologia, citando Margaret Mead como uma influência:
| “ | Alguns de vocês sabem que, no fundo, sou uma antropóloga cultural. Eu queria seguir os passos de Margaret Mead e estudar antropologia cultural em Barnard (o alma mater da minha mãe), como Margaret fez. Eu queria viajar para Papua Nova Guiné e fazer pesquisas sobre seu povo, como Margaret fez. Mas meu pai disse 'não' sobre me formar em antropologia — ele queria algo mais prático para meus estudos universitários. Portanto, agora, anos depois, posso viver a vida de uma antropóloga cultural de poltrona, escrevendo artigos sobre a Ilha Goaribari e seus canibais. Para todas as garotas com sonhos impraticáveis, este artigo é dedicado a vocês. | ” |

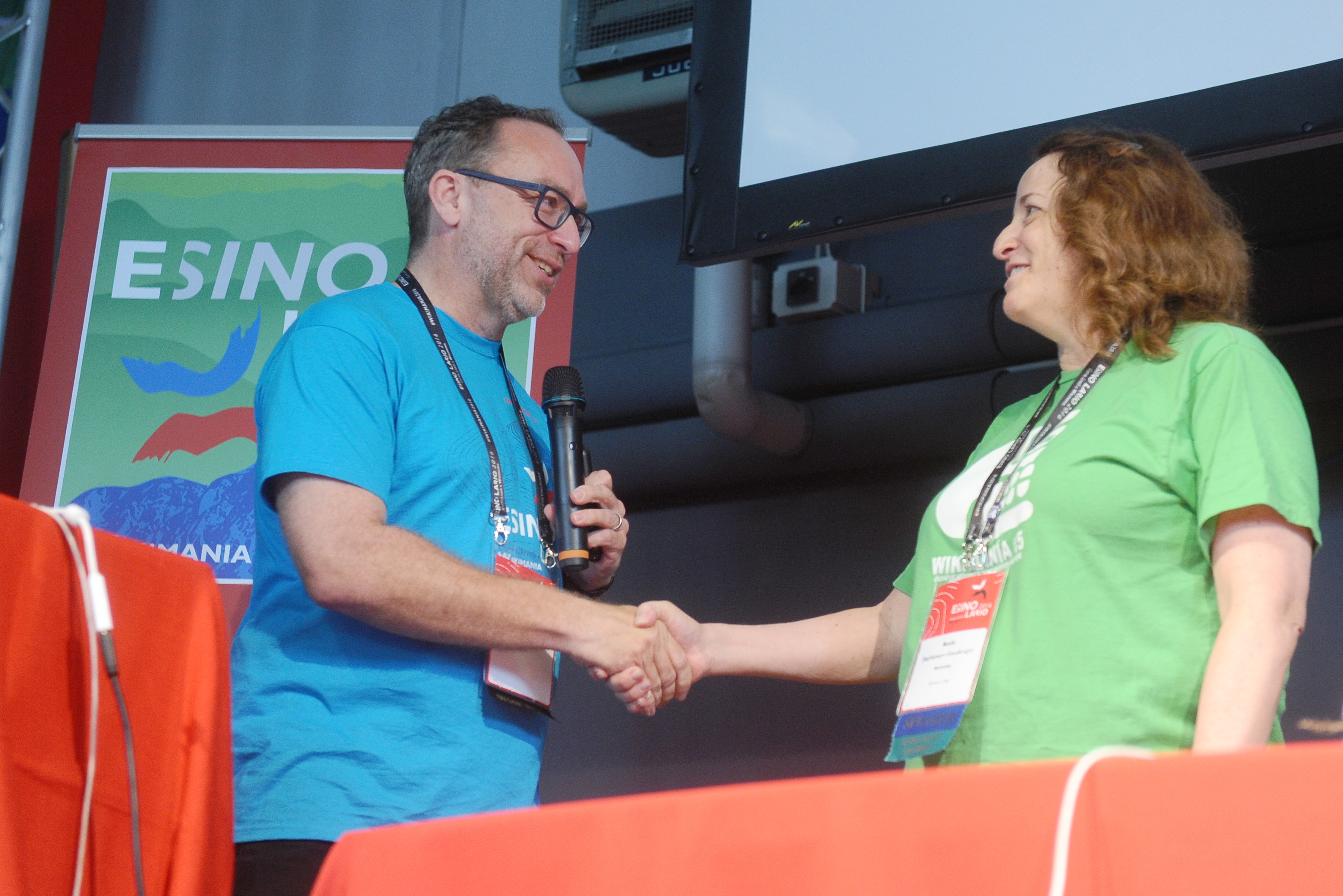
Stephenson-Goodknight na Wikimania 2016 com o cofundador da Wikipédia Jimmy Wales

Stephenson-Goodknight trabalhou na criação de artigos sobre geografia, arquitetura e escreveu biografias por vários anos, posteriormente se concentrando em biografias de mulheres. Em 2013, Stephenson-Goodknight foi destaque no Huffington Post do Reino Unido por ter escrito mais de 3 000 novos artigos para a Wikipédia e, naquela época, mais de 1 000 artigos haviam aparecido no "Did you know?" (seção da página principal do site). Em 2016, criou mais de 4 000 novos artigos, e realizou mais de 100 000 edições. O prêmio Wikimedista do Ano de 2016, concedido pelo cofundador da Wikipédia Jimmy Wales em reconhecimento à realização notável, nomeou Stephenson-Goodknight como a vencedora, compartilhando o prêmio daquele ano com a editora Emily Temple-Wood. Na época da premiação, observou-se que mais de 1 300 de seus artigos apareceram no "Did you know?". Ela também foi cofundadora do WikiProject Women, do WikiProject Women writers e do Women in Red. Esses projetos aumentaram a porcentagem de artigos da Wikipédia sobre mulheres de 15,5% para 16,35%. Ela também participou de projetos relacionados, como o Art+Feminism Wikipedia Edit-A-Thon em abril de 2016.
Stephenson-Goodknight acredita que sempre haverá informações para escrever boas biografias, desde que as pessoas estejam preparadas para pesquisá-las. Ela também encoraja outras mulheres a contribuir para a enciclopédia, dizendo: "O que a Wikipédia precisa é de você, a editora, com suas aptidões, interesses únicos e tom de página de discussão. Sem você, o desequilíbrio de gênero e o preconceito sistêmico continuam na Wikipédia". Em 23 de janeiro de 2020, o site anunciou que Stephenson-Goodknight foi responsável por criar o sexto milionésimo artigo da Wikipédia em inglês: a biografia da autora canadense Maria Elise Turner Lauder.

## Prêmios e condecorações

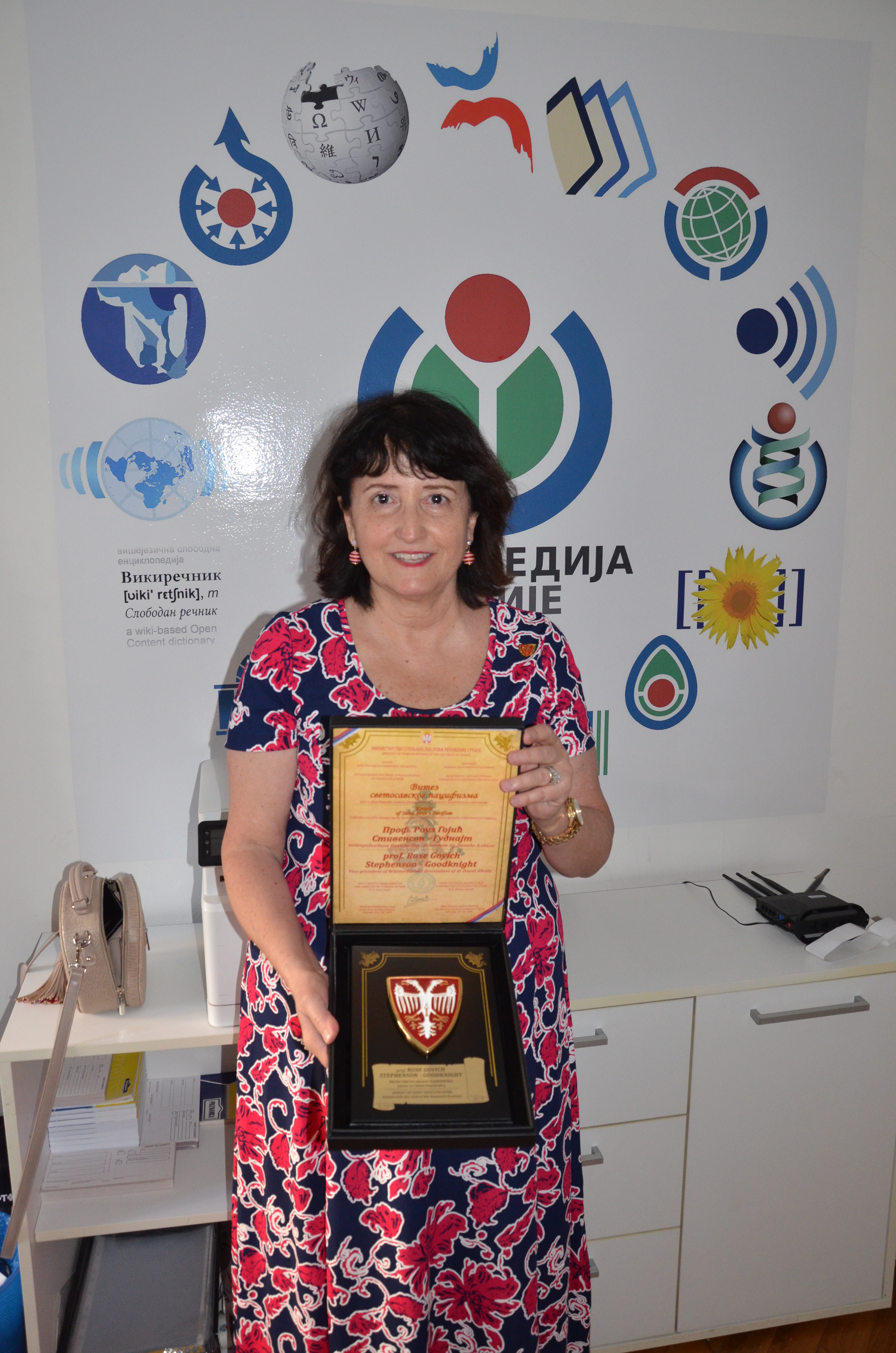
Goodknight com o título de Dama da Ordem do Pacifismo Diplomático de São Sava, em maio de 2018

Em 14 de dezembro de 2017, Goodknight foi "convidada de honra" em um evento organizado pela embaixadora de Israel na Sérvia, Alona Fisher-Kamm, para comemorar 25 anos de relações diplomáticas entre os países. Em 29 de maio de 2018, em uma cerimônia que conferia honras àqueles que mereciam alto reconhecimento diplomático, Stephenson-Goodknight foi nomeada "Dama da Ordem do Pacifismo Diplomático de São Sava" (Vitez svetosavskog pacifizma) pelo Vice-Primeiro Ministro sérvio e Ministro de Relações Exteriores Ivica Dačić, por seu trabalho na Wikipédia de preservar a memória dos sérvios nos "cem anos desde a Grande Guerra". Foi feita uma menção específica de sua contribuição para a preservação da memória do oficial militar sérvio e líder da comunidade judaica, seu avô David Albala.

## Vida pessoal
Stephenson-Goodknight trabalha em Las Vegas como administradora de empresas para uma empresa de saúde e tem casas nessa cidade e em Nevada City, na Califórnia.